# Eliot Feld
Eliot Feld (* 5. Juli 1942 in New York City) ist ein US-amerikanischer Balletttänzer und Choreograf.

## Leben
Eliot Field besuchte die High School of Performing Arts in New York und studierte später an der School of American Ballet sowie in der New Dance Group.
Schon mit 12 stand er mit dem New York City Ballet als der junge Prinz in George Balanchines Aufführung des Nussknackers sowie in dem Musical Sandhog am Phoenix Theater auf der Bühne. Er unterstützte auch die Kompanien von Mary Anthony, Pearl Lang, Sophie Maslow und Donald McKayle sowie in The Voice of Firestone und L'Enfant et les Sortileges die Little Orchestra Society. Mit 16 Jahren wurde er Teil der Broadwayproduktion der West Side Story und stellte die Nebenrolle des „Baby-John“ in der Filmversion dar. Auch war er im Fernsehen in den Fernsehshows von Garry Moore und Ed Sullivan zu sehen. Weitere Broadwayaufführungen waren I Can Get It For You Wholesale sowie der Fiddler on the Roof. Auch gab es weitere Engagements mit dem American Ballet Theatre, der American Ballet Company und dem Feld Ballets in New York.
Seit 1967 choreographierte Feld insgesamt 133 Ballette. Choreographische Arbeit machte er unter anderem mit und für: American Ballet Company (ABC), American Ballet Theatre, Atlanta Ballet, Mikhail Baryshnikov, Boston Ballet, Feld Ballets/NY, The Joffrey Ballet, John Curry Skating Company, London Festival Ballet, The National Ballet of Canada, New York City Ballet, The New York City Opera, Pacific Northwest Ballet, Richmond Ballet, Royal Danish Ballet, The Royal Swedish Ballet, The Royal Winnipeg Ballet und dem San Francisco Ballet.
Feld gründete die Ballet Tech Company and School (früher: Feld Ballets/NY und die angegliederte New Ballet School), Kids Dance, und die New York City Public School for Dance.

## Auszeichnungen
Eliot Feld erhielt eine große Anzahl von Preisen und Ehrungen, unter anderem The John Simon Guggenheim Fellowship (1969), den Dance Magazine Award (1990), sowie einen Ehrendoktortitel von Juilliard (1991).